# 光路

ズーミングと光路の関係

光路（こうろ、英: Optical path）は、光が光学系を横断する際にとる経路。屈曲光学を利用することによって、光学装置の物理的な大きさを光路の長さ未満にできる。光学で定義される光路長は、経路の長さに中間の屈折率を掛けた長さとなる。